# Abu Wahib
Shaker Wahib al-Fahdawi al-Dulaimi (Ar Rutba, Irak; 1986-Ibidem, 6 de mayo de 2016), más conocido como Abu Waheeb o Abu Wahib, fue un líder del grupo terrorista Estado Islámico en Ambar, Irak. Fue responsable del asesinato de tres camioneros en Siria en verano de 2013. En mayo de 2016 fue abatido tras un ataque aéreo de la Coalición liderada por Estados Unidos según el Departamento de Defensa de dicha nación.

## Biografía
Shaker Wahib al-Fahdawi al-Dulaimi nació en el año 1986 en Ar-Rutba, una ciudad en la Gobernación de Ambar, en Irak. En 2006, mientras estudiaba Ciencias de la computación en la Universidad de Ambar, fue arrestado por miembros del Ejército de los Estados Unidos al ser acusado de pertenecer a la organización de Al-Qaeda en Irak. Después de su arresto, fue recluido en Camp Bucca, una prisión en el sur de Irak hasta 2009, cuando fue sentenciado a muerte y trasladado a otra prisión en Tikrit, en la Gobernación de Saladino.
En 2012, tras un motín por parte de los prisioneros y un posterior ataque del Estado Islámico, Fahdawi fue uno de los 110 fugitivos que escaparon de la cárcel de Tikrit. Aprendió de los otros miembros de ISIS que también estaban en la misma cárcel, y poco después de su liberación se convirtió en uno de los comandantes más importantes del Estado Islámico en la Gobernación de Ambar. Las autoridades iraquíes lo acusaron de una larga lista de delitos relacionados con el terrorismo y pusieron una recompensa de $50,000 dólares estadounidenses por el.
Para 2014, lideró varias operaciones militares del Estado Islámico en Ambar.

## Muerte
El 6 de mayo de 2016, El Pentágono afirmó que había sido asesinado tras un ataque aéreo cerca de Ar Rutba.

## Masacre de la discoteca Pulse de Orlando
Según algunas transcripciones, Omar Mateen, el perpetrador de la Masacre de la discoteca Pulse de Orlando, dijo que el ataque fue una respuesta al asesinato de Abu Wahib. Mateen dijo que su ataque fue "desencadenado" por el bombardeo estadounidense del 6 de mayo de 2016 que mató a Abu Wahib. Las palabras de Mateen fueron: "Eso es lo que lo desencadenó, ¿de acuerdo? No deberían haber bombardeado y matado a Abu [Wahib]".